# Милорци
Милорци су насеље у Србији у општини Уб у Колубарском округу. Према попису из 2022. било је 314 становника.

## Демографија
У насељу Милорци живи 311 пунолетних становника, а просечна старост становништва износи 39,2 година (37,4 код мушкараца и 41,1 код жена). У насељу има 120 домаћинстава, а просечан број чланова по домаћинству је 3,39.
Ово насеље је великим делом насељено Србима (према попису из 2002. године).
|  |

| Демографија | Демографија | Демографија |
| Година      | Становника  | Становника  |
| ----------- | ----------- | ----------- |
| 1948.       | 369         |             |
| 1953.       | 382         |             |
| 1961.       | 398         |             |
| 1971.       | 322         |             |
| 1981.       | 399         |             |
| 1991.       | 410         | 388         |
| 2002.       | 407         | 446         |

| Етнички састав према попису из 2002.‍ | Етнички састав према попису из 2002.‍ | Етнички састав према попису из 2002.‍ | Етнички састав према попису из 2002.‍ | Етнички састав према попису из 2002.‍ |
| ------------------------------------ | ------------------------------------ | ------------------------------------ | ------------------------------------ | ------------------------------------ |
|                                      |                                      |                                      |                                      |                                      |
| Срби                                 | Срби                                 |                                      | 405                                  | 99,50%                               |
| Црногорци                            | Црногорци                            |                                      | 1                                    | 0,24%                                |
| Руси                                 | Руси                                 |                                      | 1                                    | 0,24%                                |
| непознато                            | непознато                            |                                      | 0                                    | 0,0%                                 |

| Година пописа     | 1948. | 1953. | 1961. | 1971. | 1981. | 1991. | 2002. |
| ----------------- | ----- | ----- | ----- | ----- | ----- | ----- | ----- |
| Број домаћинстава | 63    | 64    | 83    | 79    | 106   | 113   | 120   |

| Број чланова      | 1  | 2  | 3  | 4  | 5  | 6  | 7 | 8 | 9 | 10 и више | Просек |
| ----------------- | -- | -- | -- | -- | -- | -- | - | - | - | --------- | ------ |
| Број домаћинстава | 17 | 28 | 16 | 25 | 19 | 14 | 1 | 0 | 0 | 0         | 3,39   |

| Пол    | Укупно | Неожењен/Неудата | Ожењен/Удата | Удовац/Удовица | Разведен/Разведена | Непознато |
| ------ | ------ | ---------------- | ------------ | -------------- | ------------------ | --------- |
| Мушки  | 162    | 37               | 112          | 5              | 8                  | 0         |
| Женски | 169    | 20               | 113          | 34             | 2                  | 0         |
| УКУПНО | 331    | 57               | 225          | 39             | 10                 | 0         |

| Пол    | Укупно                    | Пољопривреда, лов и шумарство | Рибарство                            | Вађење руде и камена | Прерађивачка индустрија       |
| ------ | ------------------------- | ----------------------------- | ------------------------------------ | -------------------- | ----------------------------- |
| Мушки  | 124                       | 78                            | 0                                    | 1                    | 15                            |
| Женски | 64                        | 48                            | 0                                    | 0                    | 4                             |
| УКУПНО | 188                       | 126                           | 0                                    | 1                    | 19                            |
| Пол    | Производња и снабдевање   | Грађевинарство                | Трговина                             | Хотели и ресторани   | Саобраћај, складиштење и везе |
| Мушки  | 7                         | 10                            | 5                                    | 0                    | 1                             |
| Женски | 0                         | 0                             | 6                                    | 0                    | 2                             |
| УКУПНО | 7                         | 10                            | 11                                   | 0                    | 3                             |
| Пол    | Финансијско посредовање   | Некретнине                    | Државна управа и одбрана             | Образовање           | Здравствени и социјални рад   |
| Мушки  | 0                         | 0                             | 2                                    | 0                    | 1                             |
| Женски | 0                         | 0                             | 0                                    | 0                    | 4                             |
| УКУПНО | 0                         | 0                             | 2                                    | 0                    | 5                             |
| Пол    | Остале услужне активности | Приватна домаћинства          | Екстериторијалне организације и тела | Непознато            | Непознато                     |
| Мушки  | 4                         | 0                             | 0                                    | 0                    | 0                             |
| Женски | 0                         | 0                             | 0                                    | 0                    | 0                             |
| УКУПНО | 4                         | 0                             | 0                                    | 0                    | 0                             |